# Ян Скрамлік
Ян Скрамлік (чеськ. Jan Skramlík; 1860-1936) — чеський художник-жанрист.

## Біографія
Народився 1 липня 1860 року у Празі. Навчався у Празькій академії образотворчих мистецтв, потім переїхав у Мюнхен, де протягом 8 років навчався у Мюнхенській академії мистецтв. Учень Вільгельма фон Лінденшміта (Молодшого).
Пізніше переїхав у Париж, де познайомився з Вацлавом Брожиком. Після того, як Брожик повернувся на батьківщину і став професором Празької академії образотворчих мистецтв, став працювати в його художній майстерні, переймаючи досвід майстра.

## Творчість
Автор ряду портретів, жанрових полотен, картин на релігійні та історичні теми. Пізніше став займатися створенням картин малого формату і слайдами, в яких залишився вірним історичного жанру, костюмованим сценам і портретам.

### Галерея творів

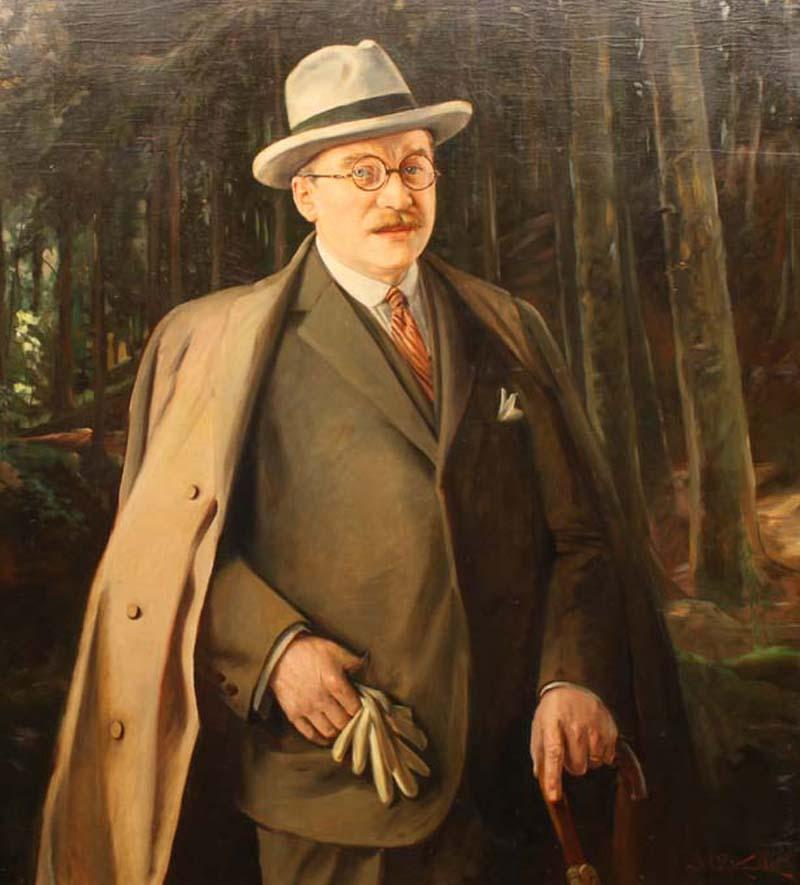
Чоловік у плащі
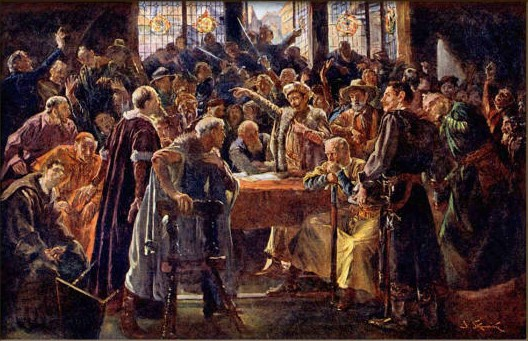
Чаславський сейм у червні 1421
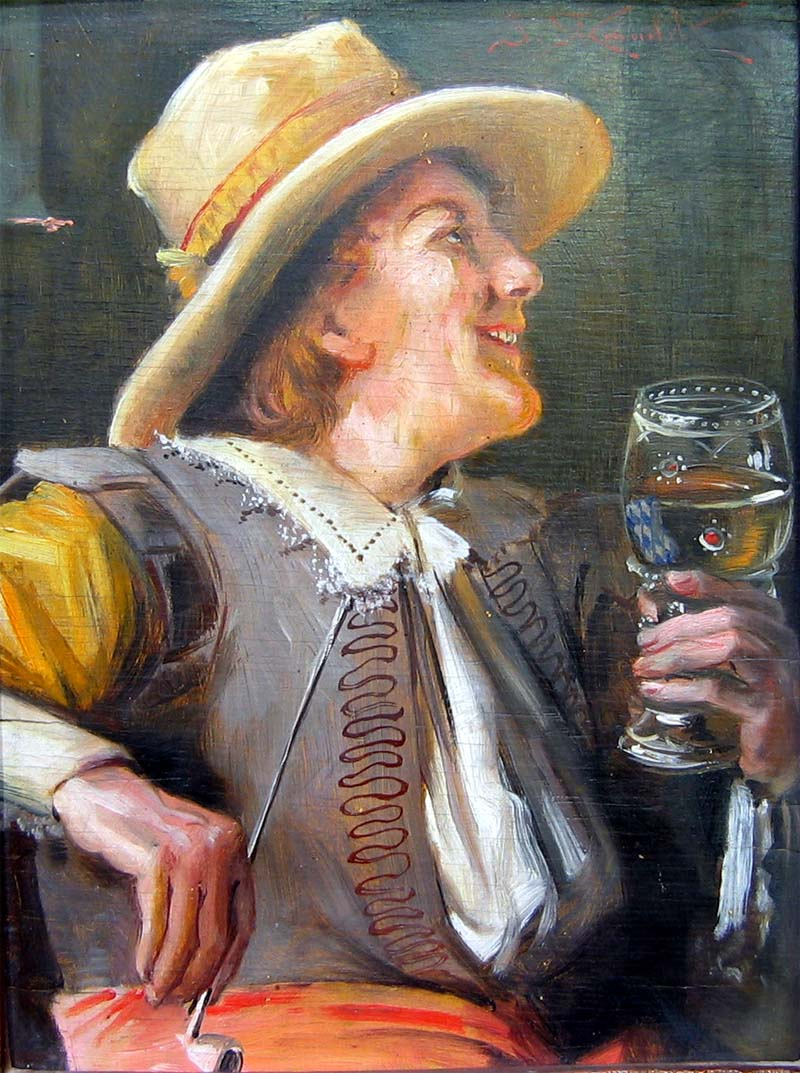
П'яниця
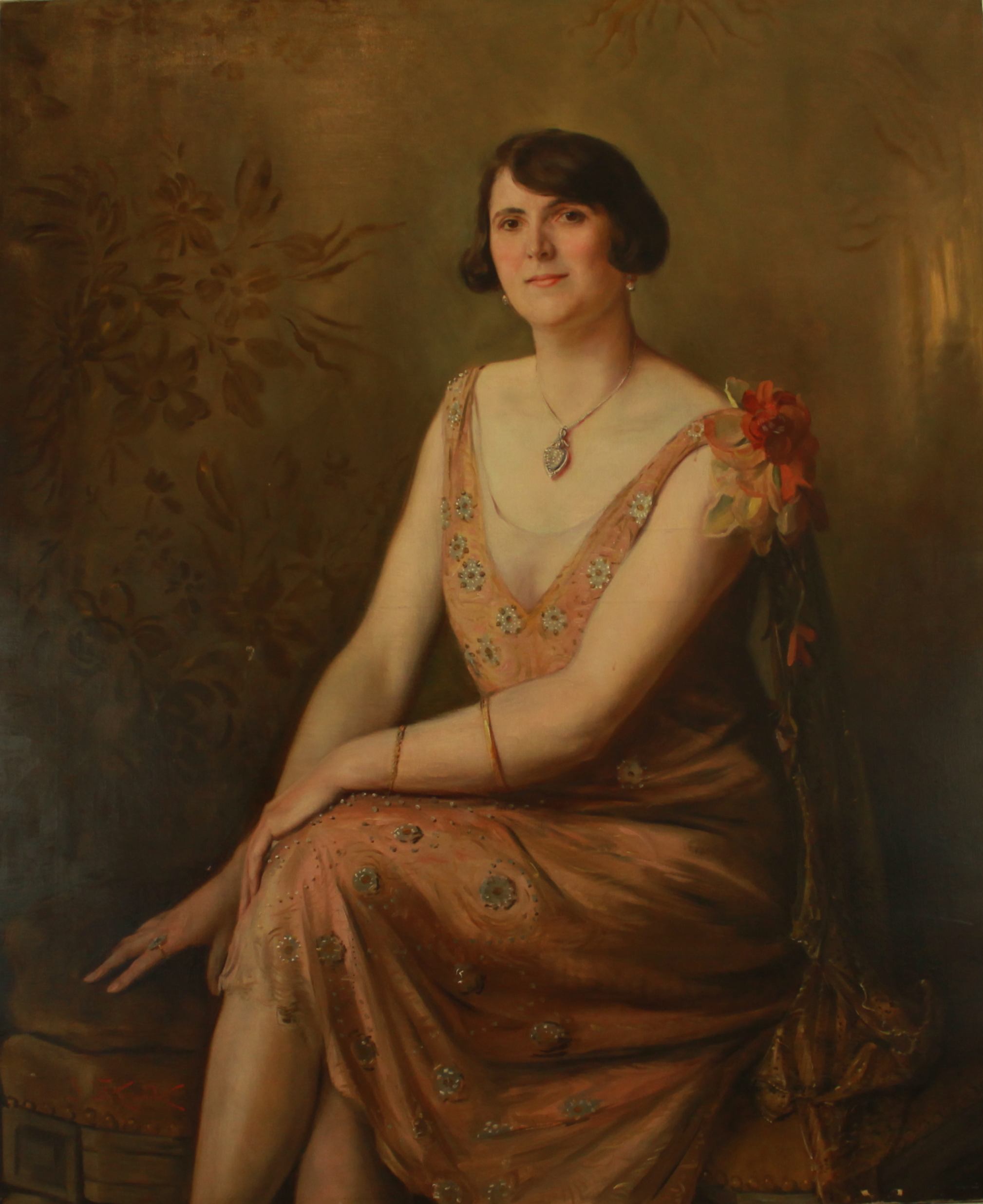
Портрет жінкиз діамантовим кольє
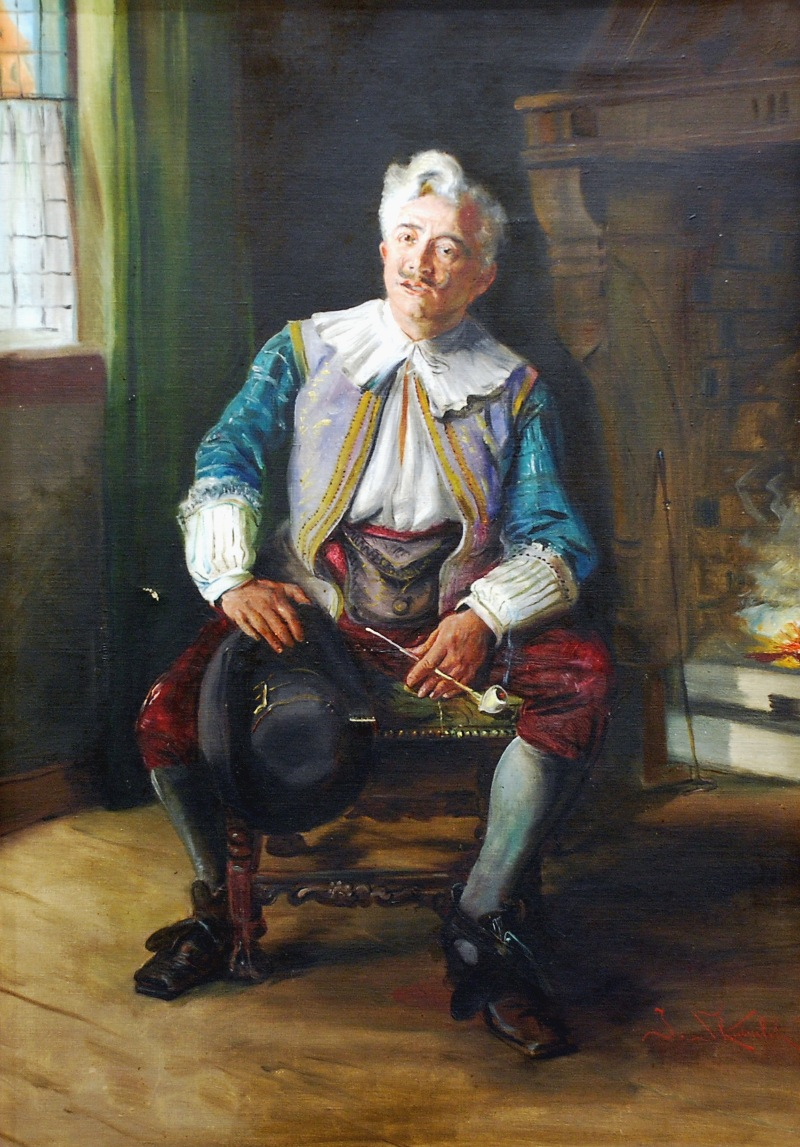
Шляхтич з люлькою біля каміна